# Hubert Gad
Hubert August Gad (* 15. August 1914 in Schwientochlowitz; † 3. Juli 1939 ebenda) war ein polnischer Fußballspieler.

## Karriere

### Verein
Gad spielte elf Jahre lang ausschließlich für den in seinem Geburtsort ansässigen Śląsk Świętochłowice in der Liga, der seinerzeit höchsten Spielklasse im polnischen Fußball. Am Ende seiner Premierensaison im Seniorenbereich musste er mit dem Liganeuling in einem Teilnehmerfeld von 15 Mannschaften als Vorletzter absteigen. Erst mit der Spielzeit 1935 war er mit seiner Mannschaft wieder in der höchsten Spielklasse vertreten und belegte in einem Teilnehmerfeld von elf Mannschaften mit dem fünften Platz das beste Ergebnis. Am Ende der Spielzeit 1936 stieg er mit seiner Mannschaft erneut ab. In der zweitklassigen Schlesischen Liga ging er noch zweimal als regionaler Meister hervor, doch 1938 scheiterte der Aufstieg aufgrund der beschränkt verfügbaren Finanzen, 1939, in der entscheidenden Phase der bislang gut verlaufenden Qualifikation, ertrank Gad am 3. Juli während des Schwimmens in einem See, zudem zerstörte der Beginn des Zweiten Weltkriegs die Aufstiegsträume. Zehn Jahre später wurde der Spielbetrieb erst wieder aufgenommen.

### Nationalmannschaft
Gad kam in einem Zeitraum von zwei Jahren in zehn Länderspielen für die A-Nationalmannschaft zum Zuge. Bei seinem Debüt am 16. Februar 1936 beim 2:0-Sieg über die Nationalmannschaft Belgiens in Brüssel, erzielte er mit dem Treffer zum Endstand in der 76. Minute sogleich sein erstes Tor als Nationalspieler. Mit seiner Mannschaft nahm er am olympischen Fußballturnier 1936 in Berlin teil. Er wurde in allen Turnierspielen (Achtelfinale bis Spiel um Bronze) eingesetzt und erzielte in seinen vier Spielen ebenso viele Tore. Sein letztes Länderspiel bestritt er am 10. Oktober 1937 in Katowice beim 2:1-Sieg über die Nationalmannschaft Lettlands.

## Erfolge
- Vierter olympisches Fußballturnier 1936
- Schlesischer Meister 1934, 1938, 1939